# Rolös
Rolös är ett album av Ola Magnell som släpptes 21 april 2010. Det blev det sista musikalbum som Magnell fick färdigställt innan sin bortgång 2020.
Skivan spelades in hösten 2009 och producerades av Carl Ekerstam. Bland de medverkande musikerna finns Lars Winnerbäck, Nina Ramsby och Elin Ruth Sigvardsson.

## Mottagande
Skivan mottog goda recensioner och har medelbetyget 3,8/5 på sajten Kritiker.se, som sammanställer bland annat skivrecensioner. Betyget är baserat på arton recensioner.

## Låtlista
Alla låtar är skrivna av Ola Magnell.
1. "Aftonpsalm" – 3:42
2. "Innan elden brunnit ut" – 4:02
3. "Lisa Lucidor" – 4:28
4. "Sång för de svikna" – 3:26
5. "Frostens ängar" – 4:03
6. "Livet är en cykeltur" – 4:40
7. "Solveig" – 2:26
8. "Sorgsna seglatsen" – 4:17
9. "Rolös vind" – 4:53
10. "Du är inte kvinnan" – 3:46
11. "Nattens vind är hemlös" – 4:56
12. "Elegi" – 3:28

## Medverkande
- Therese Börjesson – kör (7)
- Anna Dager – cello (12)
- Carl Ekerstam – producent, piano (1), glockenspiel (1), elgitarr (2, 4–5, 8), gitarr (3, 5–7, 10–11), tamburin (3), banjo (5), tramporgel (6), slagverk (6–7), dobro (7), kör (10), slidegitarr (11)
- Pär Ekerstam – kör (1, 7), stråkarrangemang (12)
- Hanna Ekström – fiol (12)
- Ted Hector – orgel (1–3), piano (7, 11), tramporgel (10), mandolin (10)
- Erik Holm – fiol (12)
- Rolf Klinth – inspelning, mixning, tolvsträngad gitarr (4), tamburin (4)
- Anders Kotz – kontrabas (2, 5–6, 10–11)
- Hans Loelv – dragspel (4, 8)
- Markus Lundgren – kontrabas (1, 3, 7)
- Ola Magnell – gitarr (1–4, 6–7, 9, 12), sång
- Magnus Olsson – trummor (4–5, 8, 10), slagverk (3, 5)
- Nina Ramsby – stämsång (9)
- Elin Ruth Sigvardsson – kör (1, 7), stämsång (2, 6)
- Alar Suurna – mastering
- Johanna Tafvelin – fiol (12)
- Lars Winnerbäck – bakgrundssång (4–5), kör (10)

## Listplaceringar
| Lista (2010) | Topplacering |
| ------------ | ------------ |
| Sverige      | 10           |

### Fotnoter
1. ↑  Rolös - olamagnell.nu. Läst 19 november 2022.
2. 1 2  ”Ola Magnell”. Svensk mediedatabas. http://smdb.kb.se/catalog/search?q=Ola+Magnell&x=0&y=0. Läst 24 januari 2013.
3. ↑  ”Rolös”. Discogs.com. http://www.discogs.com/Ola-Magnell-Rol%C3%B6s/release/3496612. Läst 24 januari 2013.
4. ↑  ”Rolös”. Kritiker.se. http://kritiker.se/skivor/ola-magnell/rolos/. Läst 24 januari 2013.
5. ↑  Listplacering